# Ormosia broweri
Ormosia broweri är en tvåvingeart som beskrevs av Alexander 1939. Ormosia broweri ingår i släktet Ormosia och familjen småharkrankar. Inga underarter finns listade i Catalogue of Life.